# Cybister celebensis
Cybister celebensis är en skalbaggsart som beskrevs av Sharp 1882. Cybister celebensis ingår i släktet Cybister och familjen dykare. Inga underarter finns listade i Catalogue of Life.